# Rafael Villa
Rafael Villa (f. 1890) fue un poeta y periodista cubano.

## Biografía
A Villa, un cubano nacido según la fuente en La Habana o en España, Cejador y Frauca le hacía «defensor de la integridad nacional». Publicó Recuerdos (poesías, Madrid, 1867), El patriotismo español y la insurrección de Cuba (alegoría dramática en un acto y en verso, Habana, 1871), Ecos de la patria (en verso, Habana, 1872), Martirio del alma (drama, 1872), El monasterio de Yuste (1872), La dama de Carlos V (1872), Mis recuerdos (composiciones líricas y dramáticas, Cienfuegos, 1873), Narraciones históricas, leyendas y tradiciones españolas (cinco novelas históricas, Habana, 1875), Obras en prosa y verso : narraciones, leyendas y tradiciones : dramas y poesías (Matanzas, 1882) y El mulato de Murillo (1886). Falleció en 1890.